# Energia swobodna Helmholtza
Energia swobodna Helmholtza (a lub A lub F ) – funkcja stanu i potencjał termodynamiczny odpowiadający tej części energii wewnętrznej, która może być w danym procesie uwolniona na zewnątrz układu w formie pracy lub ciepła przy stałej temperaturze i objętości.
Jest to przydatna funkcja, w odróżnieniu od energii wewnętrznej, można ją łatwo wyznaczyć, gdyż zależy w sposób naturalny od temperatury, objętości i liczby moli substancji, a parametry te można łatwo mierzyć. Funkcji tej używa się często przy złożonych procesach, w których przekazywanie energii odbywa się na kilka różnych sposobów (np:reakcja chemiczna połączona ze zmianą temperatury i ciśnienia).
Energia swobodna Helmholtza często jest oznaczana symbolem F, ale przez IUPAC preferowane jest używanie A (zobacz: Alberty, 2001).

## Definicja i związki
Energię swobodną Helmholtza definiuje wzór:
{\displaystyle A=U-TS.}
Z definicji energii Helmholtza, energii wewnętrznej i entropii, dla procesu odwracalnego różniczkę energii Helmholtza określa wzór:
{\displaystyle dA=-pdV-SdT+\sum _{i=1}^{k}{\mu _{i}dn_{i}}.}
Wzór ten dla układu, w którym nie zmienia się liczba cząsteczek układu upraszcza się do:
{\displaystyle dA=-pdV-SdT.}
Z powyższego wzoru wynikają zależności:
Entropia (S):
{\displaystyle S=-{\left({\frac {\partial A}{\partial T}}\right)}_{V,n_{1},\dots ,n_{k}}.}
Ciśnienie (p):
{\displaystyle p=-{\left({\frac {\partial A}{\partial V}}\right)}_{T,n_{1},\dots ,n_{k}}.}
Potencjał chemiczny ({\displaystyle \mu _{i}}) i-tego składnika
{\displaystyle \mu _{i}={\left({\frac {\partial A}{\partial n_{i}}}\right)}_{S,V,n_{1},\dots ,n_{i-1},n_{i+1},\dots ,n_{k}},}
gdzie:
U – energia wewnętrzna,
T – temperatura,
S – entropia,
p – ciśnienie,
V – objętość.

## Energia swobodna gazu doskonałego
Energię swobodną Helmholtza jednoatomowego gazu doskonałego określa wzór:
{\displaystyle A(T,V,n)=nRT\left({\frac {A_{0}}{n_{0}RT_{0}}}-\ln \left(\left({\frac {T}{T_{0}}}\right)^{\frac {3}{2}}{\frac {V}{V_{0}}}{\frac {n_{0}}{n}}\right)\right),}
gdzie:
A – energia swobodna Helmholtza,
T – temperatura,
V – objętość,
n – liczba moli gazu,
R – uniwersalna stała gazowa,
A0 – energia swobodna Helmholtza w: T0, V0, n0 – parametry początkowe.
Równanie to dla określonej temperatury, objętości, liczności materii oraz energii Helmholtza w określonych warunkach początkowych, jednoznacznie określa energię Helmholtza, co jest uzasadnieniem, że energia Helmholtza jest potencjałem termodynamicznym. Z równania tego poprzez różniczkowanie lub całkowanie można uzyskać inne zależności dla gazu doskonałego.